# Parironus bicuspis
Parironus bicuspis är en rundmaskart. Parironus bicuspis ingår i släktet Parironus, och familjen Ironidae. Arten är reproducerande i Sverige.